# Sebastian Schmidt (saneczkarz)
Sebastian Schmidt (ur. 1 lutego 1978 w Budziszynie) – były niemiecki saneczkarz startujący w parze z André Forkerem.
W reprezentacji znajdował się od 1998 roku. Pierwszym międzynarodowym sukcesem były dwa medale mistrzostw świata juniorów w 2001: złoto w drużynie i srebro w dwójkach. Na mistrzostwach świata startował w latach 2000-2001 zajmując odpowiednio 15 i 10. miejsce. Trzykrotnie wystąpił na mistrzostwach europy. Najbardziej udane były dla niego mistrzostwa w 2006, na których wywalczył srebro w dwójkach. W Pucharze Świata startował od sezonu 1999/2000 do sezonu 2006/2007. Najlepszym miejscem w klasyfikacji generalnej była piąta pozycja w sezonie 2005/2006. Na swoim koncie ma 2 wygrane zawody oraz 10 miejsc na podium.

## Osiągnięcia

### Mistrzostwa świata
| Rok  | Miejsce      | Dwójki | Drużyna mieszana |
| ---- | ------------ | ------ | ---------------- |
| 2000 | Sankt Moritz | 15.    |                  |
| 2001 | Calgary      | 10.    |                  |

### Mistrzostwa Europy
| Rok  | Miejsce    | Dwójki | Drużyna mieszana |
| ---- | ---------- | ------ | ---------------- |
| 2000 | Winterberg | 5.     |                  |
| 2002 | Altenberg  | 10.    |                  |
| 2006 | Winterberg | 2.     |                  |

### Puchar Świata

#### Miejsca w klasyfikacji generalnej
| Sezon     | Miejsce |
| --------- | ------- |
| 1999/2000 | 19.     |
| 2000/2001 | 21.     |
| 2001/2002 | 23.     |
| 2002/2003 | 12.     |
| 2003/2004 | 8.      |
| 2004/2005 | 6.      |
| 2005/2006 | 5.      |
| 2006/2007 | 17.     |

#### Zwycięstwa
| Nr | Dzień        | Rok  | Miejscowość | 1. Zjazd | Wynik 1. | 2. Zjazd | Wynik 2. | Łączny czas  | Przypisy |
| -- | ------------ | ---- | ----------- | -------- | -------- | -------- | -------- | ------------ | -------- |
| 1. | 4 grudnia    | 2004 | Lake Placid | 44.418 s | 1.       | 44.608 s | 3.       | 1:29.026 min | -        |
| 2. | 27 listopada | 2005 | Altenberg   | 42.257 s | 1.       | 42.359 s | 2.       | 1:24.616 min | -        |

#### Miejsca na podium chronologicznie
| Nr  | Dzień             | Rok  | Miejscowość | 1. Zjazd | Wynik 1. | 2. Zjazd | Wynik 2. | Łączny czas  | Lokata | Strata   | Zwycięzcy                          | Przypisy |
| --- | ----------------- | ---- | ----------- | -------- | -------- | -------- | -------- | ------------ | ------ | -------- | ---------------------------------- | -------- |
| 1.  | 25 - 26 listopada | 2000 | Sigulda     | 43.127 s | 2.       | 43.318 s | 3.       | 1:26.445 min | 2.     | +0.166 s | Steffen Skel/Steffen Wöller        | -        |
| 2.  | 24 - 25 listopada | 2001 | Lake Placid | 45.284 s | 6.       | 45.565 s | 4.       | 1:30.849 min | 2.     | +0.170 s | Christian Oberstolz/Patrick Gruber | -        |
| 3.  | 30 listopada      | 2002 | Calgary     | 43.795 s | 3.       | 43.685 s | 4.       | 1:27.480 min | 3.     | +0.330 s | Patric Leitner/Alexander Resch     | -        |
| 4.  | 20 grudnia        | 2003 | Lake Placid | 44.739 s | 1.       | 44.818 s | 2.       | 1:29.557 min | 2.     | +0.012 s | Christian Oberstolz/Patrick Gruber | -        |
| 5.  | 12 listopada      | 2004 | Altenberg   | 44.951 s | 2.       | 44.327 s | 5.       | 1:28.278 min | 3.     | +0.256 s | Andreas Linger/Wolfgang Linger     | -        |
| 6.  | 4 grudnia         | 2004 | Lake Placid | 44.418 s | 1.       | 44.608 s | 3.       | 1:29.026 min | 1.     | -        | -                                  | -        |
| 7.  | 11 grudnua        | 2004 | Calgary     | 44.419 s | 3.       | 44.272 s | 3.       | 1:28.691 min | 3.     | +0.359 s | Mark Grimmette/Brian Martin        | -        |
| 8.  | 27 listopada      | 2005 | Altenberg   | 42.257 s | 1.       | 42.359 s | 2.       | 1:24.616 min | 1.     | -        | -                                  | -        |
| 9.  | 6 stycznia        | 2006 | Königssee   | 48.234 s | 1.       | 48.073 s | 2.       | 1:36.307 min | 2.     | +0.102 s | Patric Leitner/Alexander Resch     | -        |
| 10. | 7 stycznia        | 2007 | Königssee   | 47.982 s | 4.       | 47.912 s | 3.       | 1:35.894 min | 3.     | +0.737 s | Patric Leitner/Alexander Resch     | -        |